# Hoonah
Hoonah és una població dels Estats Units a l'estat d'Alaska. Segons el cens del 2000 tenia 860 habitants.

## Demografia
Segons el cens del 2000, Hoonah tenia 860 habitants, 300 habitatges, i 215 famílies La densitat de població era de 50,2 habitants/km².
Dels 300 habitatges en un 33,7% hi vivien nens de menys de 18 anys, en un 52,3% hi vivien parelles casades, en un 12,3% dones solteres, i en un 28,3% no eren unitats familiars. En el 22,7% dels habitatges hi vivien persones soles el 5% de les quals corresponia a persones de 65 anys o més que vivien soles. El nombre mitjà de persones vivint en cada habitatge era de 2,83 i el nombre mitjà de persones que vivien en cada família era de 3,34.
Per edats la població es repartia de la següent manera: un 29,2% tenia menys de 18 anys, un 9,4% entre 18 i 24, un 26,5% entre 25 i 44, un 27,3% de 45 a 60 i un 7,6% 65 anys o més.
L'edat mediana era de 36 anys. Per cada 100 dones hi havia 112,9 homes. Per cada 100 dones de 18 o més anys hi havia 115,2 homes.
La renda mediana per habitatge era de 39.028 $ i la renda mediana per família de 45.125 $. Els homes tenien una renda mediana de 37.083 $ mentre que les dones 23.958 $. La renda per capita de la població era de 16.097 $. Aproximadament el 14,3% de les famílies i el 16,6% de la població estaven per davall del llindar de pobresa.

## Poblacions més properes
El següent diagrama mostra les poblacions més properes.